# 제이 내시
제이 내시(Jay Nash, 1985년 12월 21일 ~ )는 호주 풋볼 리그(AFL)의 에센든 풋볼 클럽(Essendon Football Club) 및 포트 애들레이드 풋볼 클럽(Port Adelaide Football Club)에서 뛰었던 전 오스트레일리아 룰 축구 선수이다.

## 경력
내시는 사우스오스트레일리아에서 경력을 시작했으며 센트럴 디스트릭트 풋볼클럽(Central District Football Club)에서 뛰었다. 젊은 선수로서 그는 바로사 라이트 앤 골러 축구 협회(Barossa Light & Gawler Football Association)의 누리옷파 로버 풋볼 클럽(Nuriootpa Rover Football Club)에서 뛰었다.
2003년 AFL 드래프트에서 28번픽으로 에센든 풋볼 클럽에 의해 드래프트되었다.
2005년 에센든의 콜링우드와의 16라운드 경기에서 수비수 앤드루 웰시(Andrew Welsh)는 필드에서 자신의 자리를 차지할 수 없었다. 내시는 경기가 시작되기 불과 몇 시간 전에 그를 교체하기 위해 호출되었고 그는 콜링우드의 주장 네이선 버클리와 줄을 섰다.
내시는 에센든에서 경력을 쌓는 동안 43경기를 뛰었고 10골을 찼는다. 그는 2008년 시즌에 통산 최고 18경기를 뛰었지만, 발 부상으로 고생하면서 2009년에는 단 2경기에 그쳤다.
2009년 10월 8일, 내시는 숀 부르고인(Shaun Burgoyne)이 포함된 4팀 거래에서 포트 애들레이드(Port Adelaide)로 트레이드되었다. 내시는 2010년 9라운드 멜버른 데몬스(Melbourne Demons)를 상대로 포트 애들레이드 데뷔전을 치렀다. 그는 시즌이 끝날 때 클럽에서 제명되었다.
2014 시즌에 그는 주니어 클럽 인 누리옷파 로버 풋볼 클럽으로 돌아왔다.